# Aszur-gimillu-tere
Aszur-gimillu-tere lub Aszur-gimilli-tere (akad. Aššur-gimillu-tēre lub Aššur-gimilli-tere, w transliteracji z pisma klinowego zapisywane najczęściej maš-šur-ŠU-GUR i maš-šur-ŠU-GUR-ra, tłum. „Aszurze, wywrzyj zemstę!”) – wysoki dostojnik, skarbnik (masennu) asyryjskiego króla Aszurbanipala (668–627? p.n.e.), pełnił też urząd asyryjskiego eponima. W zachowanych listach, tekstach administracyjnych i dokumentach prawnych nosi tytuł „naczelnego skarbnika” (LÚ.IGI.DUB GAL-u) oraz „skarbnika” ((LÚ.IGI.DUB). Możliwe, iż jednocześnie pełnić mógł też inny urząd, gdyż w trzech tekstach nazywany jest dla odmiany „naczelnym folusznikiem” (GAL-TÚG.UD).
Aszur-gimillu-tere wzmiankowany jest w czterech listach wysłanych przez króla Aszurbanipala do Nabu-uszabszi, asyryjskiego gubernatora Uruk. Listy te dotyczą wojsk pod dowództwem Aszur-gimillu-tere wysłanych z Asyrii w celu wzmocnienia garnizonu w Uruk, zagrożonego atakiem ze strony wojsk Szamasz-szuma-ukina, zbuntowanego brata Aszurbanipala. Aszur-gimillu-tere wymieniany jest też w dwóch tekstach administracyjnych z Niniwy wyliczających ważnych urzędników na dworze królewskim, a także w tekście administracyjnym z Huziriny. Jego imieniem jako postkanonicznego eponima (limmu) datowanych jest szereg dokumentów prawnych z Aszur, Niniwy i Kalhu. Margarete Falkner datuje eponimat Aszur-gimillu-tere na rok 641 p.n.e., Simo Parpola na rok 638 p.n.e., Julian Reade na rok 636 p.n.e., a Stefan Zawadzki na rok 636 lub 635 p.n.e.